# Yearbook 1
Yearbook 1 är ett samlingsalbum från 2007 av den svenska popgruppen Studios tidigare låtar. Göteborgsduons tidigare verk har varit oerhört svåråtkomliga eftersom de släppts i en mycket begränsad upplaga och även bara som vinyl. Därför är denna CD-skiva varmt välkommen i och med gruppens ökade uppmärksamhet och popularitet. Skivan har katalognummer: INFCD001

## Positiv presskritik
Av Stockholms två ledande dagstidningar fick skivan bra recensioner. DN tyckte att det var en "strålande skiva" och i SvD gavs albumet betyget fem av sex.  

## Låtlista
1. No Comply 5.40
2. Radio Edit 9.51
3. Out There 15.58
4. West Side 7.04
5. Self Service (short version) 4.11
6. Origin (Shake you down by the river) 5.31
7. Life's a Beach! 12.47
8. Indo (extended version) 9.28